# Giuseppe Di Capua
Giuseppe Di Capua (° Salerne, le 15 mars 1958) est un rameur italien, célèbre pour avoir été le fidèle barreur des frères Abbagnale, Giuseppe et Carmine.

## Biographie
Né de parents originaires de Castellammare di Stabia, c'est dans cette ville qu'il a toujours vécu.
Il commence la pratique de l'aviron à l'âge de 14 ans et, avec Giuseppe et Carmine Abbagnale, s'entraîne, non pas sur un plan d'eau approprié mais en mer dans la baie de Naples, sous la conduite de Giuseppe La Mura, leur entraîneur, également oncle des deux frères.
Ces trois rameurs ont composé l'équipage du deux barré pratiquement invincible durant 13 années. C'est en 1981, sur le parcours olympique de Munich qu'ils se font remarquer pour la 1e fois en devenant champions du monde, titre qu'ils remportent à six autres reprises, en 1982, 1985, 1987, 1989, 1990 et 1991.
En 1984, aux Jeux olympiques de Los Angeles, ils obtiennent le titre olympique, devançant le bateau roumain de 5 secondes et 22/100 et quatre années plus tard, aux Jeux de Séoul, ils le conservent, confirmant ainsi leur suprématie. Ils tentent de conquérir un 3e titre consécutif en 1992, aux Jeux de Barcelone mais terminent à la 2e place à seulement 1 seconde et 15/100e du bateau britannique des frères Greg et Jonathan Searle.
Giuseppe Di Capua met fin à sa carrière sportive le 5 mai 1996.

## Hommage
Le 7 mai 2015, en présence du président du Comité national olympique italien (CONI), Giovanni Malagò, a été inauguré  le Walk of Fame du sport italien dans le parc olympique du Foro Italico de Rome, le long de Viale delle Olimpiadi. 100 tuiles rapportent chronologiquement les noms des athlètes les plus représentatifs de l'histoire du sport italien. Sur chaque tuile figure le nom du sportif, le sport dans lequel il s'est distingué et le symbole du CONI. L'une de ces tuiles lui est dédiée .

## Palmarès

### Jeux olympiques
| Discipline / Année | Los Angeles 1984 États-Unis | Séoul 1988 Corée du Sud  | Barcelone 1992 Espagne       |
| ------------------ | --------------------------- | ------------------------ | ---------------------------- |
| Deux barré         | Or Temps : 7 min 05 s 99    | Or Temps : 6 min 58 s 79 | Argent Temps : 6 min 50 s 98 |

### Championnats du monde
| Discipline / Année | Munich 1981 RFA | Lucerne 1982 Suisse | Duisbourg 1983 RFA | Willebroek 1985 Belgique | Nottingham 1986 Angleterre |
| ------------------ | --------------- | ------------------- | ------------------ | ------------------------ | -------------------------- |
| Deux barré         | Or              | Or                  | Bronze             | Or                       | Argent                     |

| Discipline / Année | Copenhague 1987 Danemark | Bled 1989 Yougoslavie | Lac Barrington 1990 Australie | Vienne 1991 Autriche | Račice 1993 Rép. Tchèque |
| ------------------ | ------------------------ | --------------------- | ----------------------------- | -------------------- | ------------------------ |
| Deux barré         | Or                       | Or                    | Or                            | Or                   | Argent                   |

## Distinctions
: il est fait Chevalier de l'Ordre du Mérite de la République italienne le 15 janvier 1993, à l'initiative du Président de la République.

## Sources
- (it) Cet article est partiellement ou en totalité issu de l’article de Wikipédia en italien intitulé « Giuseppe Di Capua » (voir la liste des auteurs).